# Paul Orndorff
Paul Parlette Orndorff Jr. (* 29. Oktober 1949 in Winchester, Virginia; † 12. Juli 2021) war ein US-amerikanischer Wrestler. Bekannt wurde er vor allem unter seinem Ringnamen „Mr. Wonderful“ Paul Orndorff.

## Karriere

### Anfänge
Paul Orndorff begann 1976 mit dem Wrestling, als er bei Mid-South Wrestling unterschrieben hatte. Dort hatte er Fehden mit Jerry Lawler und Ernie Ladd. Anfang der 1980er wechselte er in die National Wrestling Alliance, wo Orndorff dreimal den National Heavyweight Title halten durfte.

### World Wrestling Federation
1984 kam Paul Orndorff in die damalige WWF, wo er Roddy Piper als Ringbegleiter zur Seite gestellt bekam. Einer seiner ersten Fehden-Partner war Tony Atlas. Am 31. März 1985 bestritt er den Main Event von Wrestlemania I. Zusammen mit Piper traf Orndorff auf Hulk Hogan und Mr. T. Aus diesem heraus entwickelte sich eine neue Fehde mit Roddy Piper. Dies hatte zur Folge, dass Orndorff und Hogan ein Tag Team bildeten. Gemeinsam bestritten sie einige Matches, bis Paul Orndorff sich gegen Hogan stellte und man damit eine der bekanntesten und ertragreichsten Fehdenprogramme in der Wrestlinggeschichte heraufbeschwor.
Das Fehdenprogramm Orndorff/Hogan zog sich über ein halbes Jahr und bescherte sowohl Fans, als auch der Geschäftsleitung für deren jeweiligen Interessen überragende Titelmatches, wie z. B. bei der Veranstaltung Big Event in Toronto vor 76.000 Zuschauern oder das Steel Cage-Match bei Saturday Night’s Main Event im Jahr 1986.
1987 hatte Paul Orndorff noch ein Fehdenprogramm mit Rick Rude, bevor er sich aus gesundheitlichen Gründen aus dem Wrestlinggeschehen zurückzog.

### Universal Wrestling Federation / World Championship Wrestling
1990 gab er sein Wrestling-Comeback in der WCW. Dort bestritt Orndorff allerdings nur einige Matches.
Nach seinem Ausscheiden aus der WCW war Orndorff bei der von Herb Abrams gegründeten UWF angestellt, wo er gleich in eine brutal angelegte Fehde mit Steve Williams verstrickt wurde. Kurz vor dem finanziellen Aus der UWF verließ er diese Promotion und unterschrieb 1993 erneut bei WCW.
Nach seiner Rückkehr in die WCW bildete er ab 1994 mit Paul Roma das Tag-Team Pretty Wonderful, das zweimal den Tag-Team-Titel erhalten durfte. 1996 verletzte sich Paul Orndorff bei der Ausführung seines Finishing Moves, dem Piledriver, so schwer am Arm, dass er endgültig seine Karriere beenden musste. Anschließend war Orndorff bis 2000 Cheftrainer im WCW Power Plant. Außerdem hatte er eine Onscreen-Rolle innerhalb der WCW.

### Sonstiges

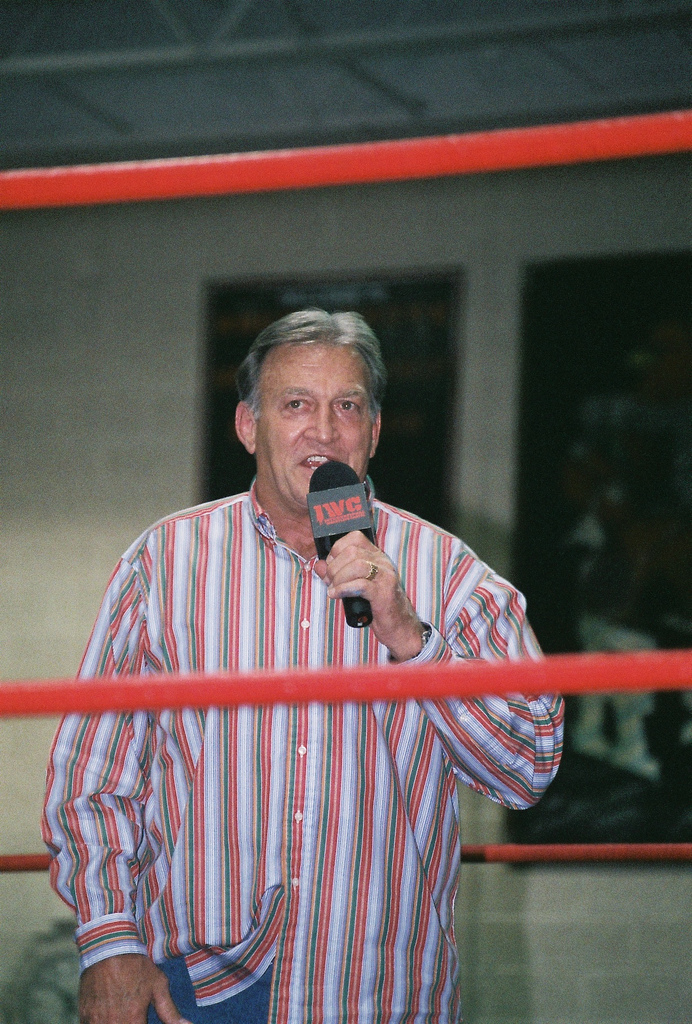
Paul Orndorff (2010)

2005 wurde Orndorff in die WWE Hall of Fame aufgenommen. Die Laudatio wurde hierbei von Bobby Heenan gehalten. Am 5. Januar 2011 gab er in einem Radiointerview bekannt, dass er an Krebs erkrankt sei. Am 12. Juli 2021 gab sein Sohn Travis über seinem Instagram-Account bekannt, dass Paul Orndorff gestorben sei. Zuvor war er bereits an Demenz erkrankt.

## Erfolge

### Titel
- American Wrestling Federation

- 1× AWF Heavyweight Championship

- Georgia Championship Wrestling

- 4× NWA National Heavyweight Championship

- Mid-Atlantic Championship Wrestling | World Championship Wrestling

- 1× WCW World Tag Team Championship (Mid-Atlantic version) mit Jimmy Snuka
- 2× WCW World Tag Team Championship mit Paul Roma
- 1× WCW World Television Championship

- Continental Wrestling Association

- 1× AWA Southern Heavyweight Championship
- 1× AWA Southern Heavyweight Championship (Memphis version)

### Ehrungen
- College football

- Aufnahme in die Football Hall of Fame der University of Tampa 1986

- World Wrestling Entertainment

- WWE Hall of Fame 2005